# Zorzines honshuensis
Zorzines honshuensis är en fjärilsart som beskrevs av Inoue 1982. Zorzines honshuensis ingår i släktet Zorzines och familjen nattflyn. Inga underarter finns listade i Catalogue of Life.